# ダビッド (パナマ)
ダビッド（スペイン語: David）はパナマの西端部に位置するパンアメリカンハイウェイ沿いに位置する都市である。人口は約124,500人（2005年）。
パナマで3番目に大きい都市圏を持ち、農業や畜産業をはじめとした地域の商業活動の中核として機能している。コスタリカとの国境に近く、貿易の拠点としての位置づけも持つ。

## 出身有名人
- カルロス・ルイーズ
- ハビー・ゲラ